# Arrêts de la Cour de justice des Communautés européennes (1958)
Pour les articles homonymes, voir Arrêts de la Cour de justice l'Union européenne.
Les arrêts de la Cour de justice des Communautés européennes de  1958 sont au nombre de dix. Depuis l'entrée en vigueur du traité créant la Communauté économique européenne et l'Euratom le 1er janvier 1958, la Cour porte le nom de Cour de justice des Communautés européennes.

## Sources

## Compléments